# ناحیه بطحیه
ناحیه بطحیه (به عربی: دائرة بطحیة) یک ناحیه در الجزایر است که در استان عین الدفلی واقع شده‌است.